# Lose the Alibis
Lose the Alibis è l'album di debutto del gruppo christian rock statunitense Ashes Remain. L'album è stato pubblicato indipendentemente dal gruppo nel 2003.

## Tracce
1. Fade Away – 5:19
2. If Not For Me – 4:12
3. After All This – 5:54
4. So Far – 4:21
5. Broken Pieces – 5:26
6. Cry Out – 4:47
7. Pain – 5:20
8. My Surprise – 3:35
9. Lead You There – 5:45
10. Deep Inside – 6:08

## Formazione
- Josh Smith - voce
- Rob Tahan - chitarra solista
- Ryan Nalepa - chitarra ritmica
- Ben Ogden - basso
- Ben Kirk - batteria